# Dedham (Massachusetts)
Dedham és una població dels Estats Units i seu del comtat de Norfolk a l'estat de Massachusetts. Segons el cens del 2007 tenia 24.132 habitants.

## Demografia
Segons el cens del 2000, Dedham tenia 23.464 habitants, 8.654 habitatges, i 6.144 famílies. La densitat de població era de 866,9 habitants per km².
Dels 8.654 habitatges en un 30,1% hi vivien nens de menys de 18 anys, en un 56,3% hi vivien parelles casades, en un 11,1% dones solteres, i en un 29% no eren unitats familiars. En el 23,9% dels habitatges hi vivien persones soles el 10,4% de les quals corresponia a persones de 65 anys o més que vivien soles. El nombre mitjà de persones vivint en cada habitatge era de 2,61 i el nombre mitjà de persones que vivien en cada família era de 3,14.
Per edats la població es repartia de la següent manera: un 22,2% tenia menys de 18 anys, un 5,8% entre 18 i 24, un 31,1% entre 25 i 44, un 24,2% de 45 a 60 i un 16,6% 65 anys o més.
L'edat mediana era de 40 anys. Per cada 100 dones de 18 o més anys hi havia 92 homes.
La renda mediana per habitatge era de 61.699 $ i la renda mediana per família de 72.330$. Els homes tenien una renda mediana de 46.216 $ mentre que les dones 35.682$. La renda per capita de la població era de 28.199$. Entorn del 3,2% de les famílies i el 4,6% de la població estaven per davall del llindar de pobresa.

## Persones il·lustres
- Weaver W. Adams (1901 - 1963), Mestre d'escacs